# Velika nagrada Nizozemske 1961
Velika nagrada Nizozemske 1961 je bila druga dirka Svetovnega prvenstva Formule 1 v sezoni 1961. Odvijala se je 22. maja 1961.

## Dirka
| Poz | Št | Dirkač                  | Konstruktor   | Krogi | Čas/Odstop      | Št. m. | Toč |
| --- | -- | ----------------------- | ------------- | ----- | --------------- | ------ | --- |
| 1   | 3  | Wolfgang von Trips      | Ferrari       | 75    | 2:01:52,1       | 2      | 9   |
| 2   | 1  | Phil Hill               | Ferrari       | 75    | + 0,9 s         | 1      | 6   |
| 3   | 15 | Jim Clark               | Lotus-Climax  | 75    | + 13,1 s        | 11     | 4   |
| 4   | 14 | Stirling Moss           | Lotus-Climax  | 75    | + 22,2 s        | 4      | 3   |
| 5   | 2  | Richie Ginther          | Ferrari       | 75    | + 22,3 s        | 3      | 2   |
| 6   | 10 | Jack Brabham            | Cooper-Climax | 75    | + 1:20,1        | 7      | 1   |
| 7   | 12 | John Surtees            | Cooper-Climax | 75    | + 1:26,7        | 9      |     |
| 8   | 4  | Graham Hill             | BRM-Climax    | 75    | + 1:29,8        | 5      |     |
| 9   | 5  | Tony Brooks             | BRM-Climax    | 74    | +1 krog         | 8      |     |
| 10  | 7  | Dan Gurney              | Porsche       | 74    | +1 krog         | 6      |     |
| 11  | 6  | Jo Bonnier              | Porsche       | 73    | +2 kroga        | 12     |     |
| 12  | 11 | Bruce McLaren           | Cooper-Climax | 73    | +2 kroga        | 14     |     |
| 13  | 16 | Trevor Taylor           | Lotus-Climax  | 73    | +2 kroga        | 16     |     |
| 14  | 8  | Carel Godin de Beaufort | Porsche       | 72    | +3 krogi        | 17     |     |
| 15  | 9  | Hans Herrmann           | Porsche       | 72    | +3 krogi        | 13     |     |
| DNS | 17 | Masten Gregory          | Cooper-Climax |       | Rezervni dirkač |        |     |
| DNS | 18 | Ian Burgess             | Lotus-Climax  |       | Rezervni dirkač |        |     |